# Врати ми име
Врати ми име (енгл. Identity Thief) је америчка комедија из 2013. године.

## Радња
Сенди Патерсон (Бејтман) води нормалан породични живот у Денверу, где ради као банкар. Упркос недовољним примањима и скромним условима за живот, његова жена очекује треће дете. Једнога дана, на бензинској пумпи, Сенди открива да је његов банковни рачун на нули, и да су његове кредитне картице неупотребљиве. У полицији сазнаје да је његов идентитет у потпуности преузела жена која живи на Флориди, где беспоштедно троши његов новац. Комедија настаје када Сенди креће у потрагу за озлоглашеном.

## Улоге
| Глумац           | Улога                             |
| ---------------- | --------------------------------- |
| Џејсон Бејтман   | Сенди Патерсон                    |
| Мелиса Макарти   | лажна Сенди Патерсон/Дајана/Марџи |
| Џон Фавро        | Харолд Корниш                     |
| Аманда Пит       | Триш Патерсон                     |
| Хенесис Родригез | Марисол                           |